# Bardzravan
Bardzravan (en arménien Բարձրավան ; jusqu'en 1940 Eritsatumb) est une communauté rurale du marz de Syunik en Arménie. En 2008, elle compte 178 habitants.